# Susi Erdmann
Susi Erdmann, född den 29 januari 1968 i Blankenburg im Harz, Tyskland, är en tysk rodel- och bobåkare.
Hon tog OS-brons i damernas individuella rodel i samband med de olympiska vinterspelen 1992 i Albertville.
Hon tog därefter OS-silver i samma gren i samband med de olympiska vinterspelen 1994 i Lillehammer.
Hon tog OS-brons i damernas tvåmannabob i samband med de olympiska bobtävlingarna 2002 i Salt Lake City.